# História da fotografia

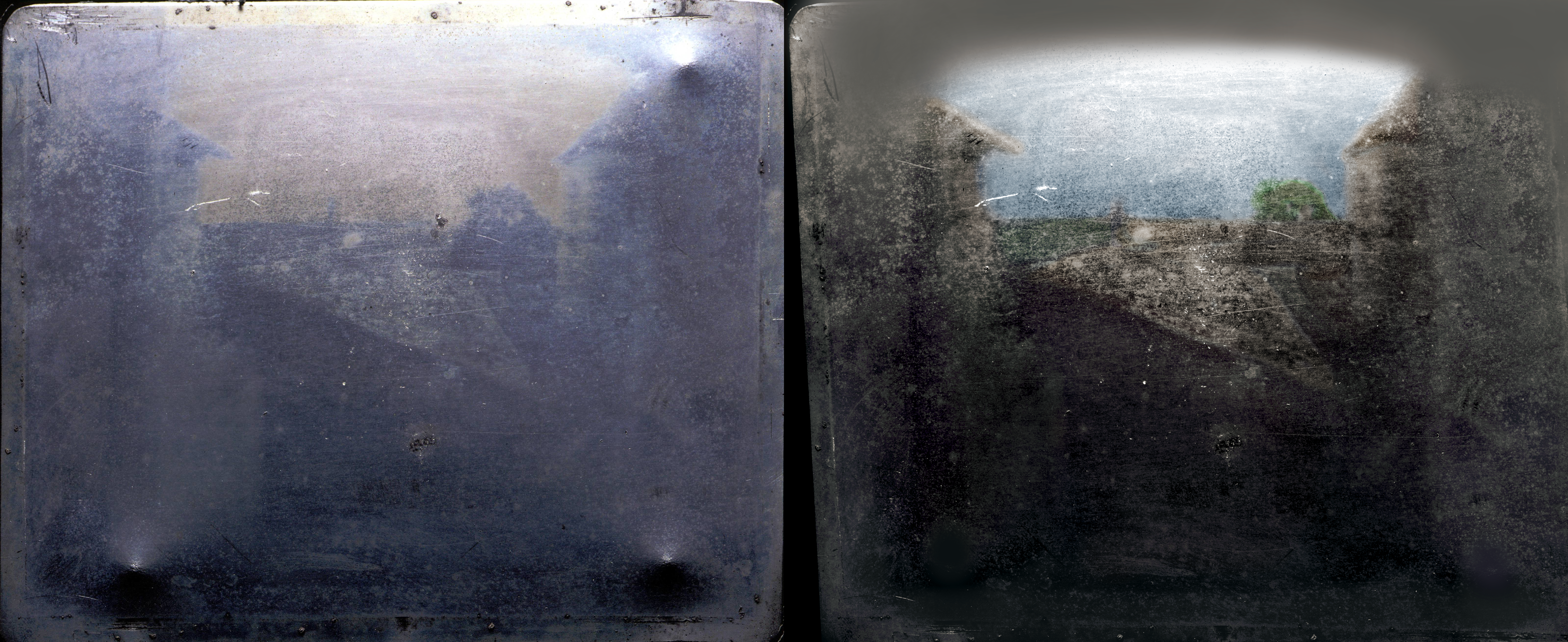
Vista da Janela em Le Gras, de 1826 ou 1827, é creditada como a mais antiga fotografia de câmera sobrevivente. Original (esquerda) e aprimoramento reorientado colorido (direita)

A história da fotografia começou com a descoberta de dois princípios críticos: a projeção da imagem da câmera escura e a observação de que algumas substâncias são visivelmente alteradas pela exposição à luz. Não há artefatos ou descrições que indiquem qualquer tentativa de capturar imagens com materiais sensíveis à luz anteriores ao século XVIII.
Por volta de 1717, Johann Heinrich Schulze capturou letras recortadas em uma garrafa de uma pasta sensível à luz, mas aparentemente nunca pensou em tornar os resultados duráveis. Por volta de 1800, Thomas Wedgwood fez a primeira tentativa documentada de forma confiável, embora malsucedida, de capturar imagens de câmeras de forma permanente. Seus experimentos produziram fotogramas detalhados, mas Wedgwood e seu associado Humphry Davy não encontraram uma maneira de corrigir essas imagens.
Em 1826, Nicéphore Niépce conseguiu, pela primeira vez, fixar uma imagem capturada com uma câmera, mas pelo menos oito horas ou mesmo vários dias de exposição na câmera eram necessários e os primeiros resultados eram muito grosseiros. O associado de Niépce, Louis Daguerre, desenvolveu o processo de daguerreótipo, o primeiro processo fotográfico anunciado publicamente e comercialmente viável. O daguerreótipo exigia apenas alguns minutos de exposição na câmera e produzia resultados nítidos e minuciosamente detalhados. Os detalhes foram apresentados ao mundo em 1839, uma data geralmente aceita como o ano de nascimento da fotografia prática. O processo de daguerreótipo baseado em metal logo teve alguma concorrência do negativo de calótipo baseado em papel e processos de impressão de sal inventados por William Henry Fox Talbot e demonstrados em 1839 logo após notícias sobre o daguerreótipo chegarem a Talbot. As inovações subsequentes tornaram a fotografia mais fácil e versátil. Novos materiais reduziram o tempo necessário de exposição da câmera de minutos para segundos e, eventualmente, para uma pequena fração de segundo; os novos meios fotográficos eram mais econômicos, sensíveis ou convenientes. Desde a década de 1850, o processo de colódio com suas placas fotográficas à base de vidro combinava a alta qualidade conhecida do daguerreótipo com as múltiplas opções de impressão conhecidas do calótipo e foi comumente usado por décadas. Os filmes em rolo popularizaram o uso casual por amadores. Em meados do século XX, os desenvolvimentos possibilitaram aos amadores tirar fotos em cores naturais, bem como em preto e branco.
A introdução comercial de câmeras digitais eletrônicas baseadas em computador na década de 1990 logo revolucionou a fotografia. Durante a primeira década do século XXI, os métodos fotoquímicos tradicionais baseados em filme foram cada vez mais marginalizados à medida que as vantagens práticas da nova tecnologia se tornaram amplamente apreciadas e a qualidade da imagem de câmeras digitais de preço moderado foi continuamente aprimorada. Especialmente desde que as câmeras se tornaram um recurso padrão em smartphones, tirar fotos (e publicá-las instantaneamente online) tornou-se uma prática diária onipresente em todo o mundo.

## Etimologia
A cunhagem da palavra "fotografia" é derivada do inglês "photography", geralmente atribuída a John Herschel em 1839. É baseada no grego φῶς (phōs; genitivo phōtos), que significa "luz", e γραφή (graphê), que significa "desenho, escrita", juntos significando "desenho de luz".

## Primeiros anos

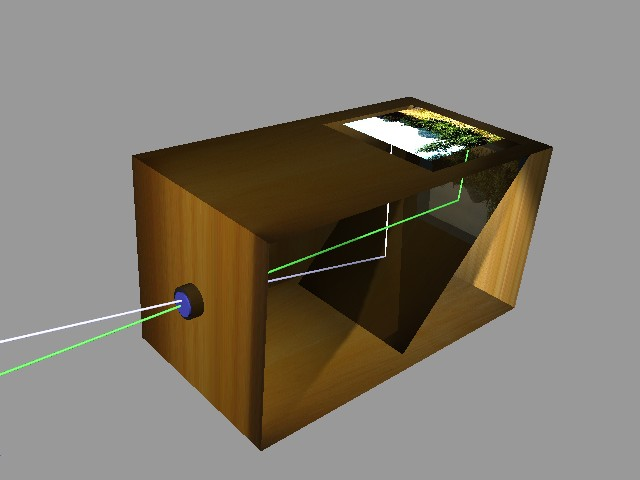
Princípio de uma caixa de câmera escura com espelho

Um fenômeno natural, conhecido como câmera escura ou imagem pinhole, pode projetar uma imagem (invertida) através de uma pequena abertura em uma superfície oposta. Este princípio pode ter sido conhecido e usado em tempos pré-históricos. O registro escrito mais antigo conhecido da câmera escura pode ser encontrado em escritos chineses de Mozi, datados do século IV a.C. Até o século XVI, a câmera escura era usada principalmente para estudar óptica e astronomia, especialmente para observar com segurança os eclipses solares sem danificar os olhos. Na segunda metade do século XVI, foram desenvolvidos alguns aperfeiçoamentos técnicos: uma lente biconvexa na abertura (descrito pela primeira vez por Girolamo Cardano em 1550) e um diafragma restringindo a abertura (Daniele Barbaro em 1568) deu uma imagem mais brilhante e nítida. Em 1558, Giambattista della Porta aconselhou o uso da câmera escura como auxiliar de desenho em seus livros populares e influentes. O conselho de Della Porta foi amplamente adotado pelos artistas e, desde o século XVII, versões portáteis da câmera escura eram comumente usadas — primeiro como uma tenda, depois como caixas. A câmera escura do tipo caixa foi a base para as primeiras câmeras fotográficas quando a fotografia foi desenvolvida no início do século XIX.

## Galeria de fotos históricas

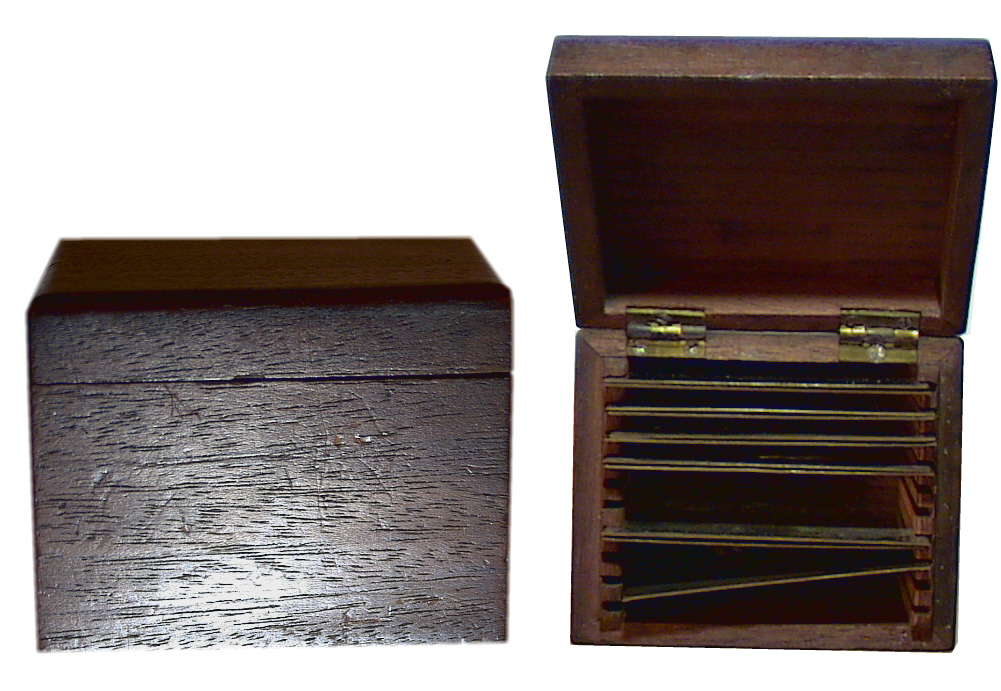
Pequena caixa de madeira contendo daguerreótipos primitivos sem caixa. Eles são os primeiros trabalhos do John Draper e Samuel Morse na Universidade de Nova Iorque no outono de 1839. Uma tentativa fracassada de imagem e quatro boas imagens da caixa estão postadas nesta galeria.
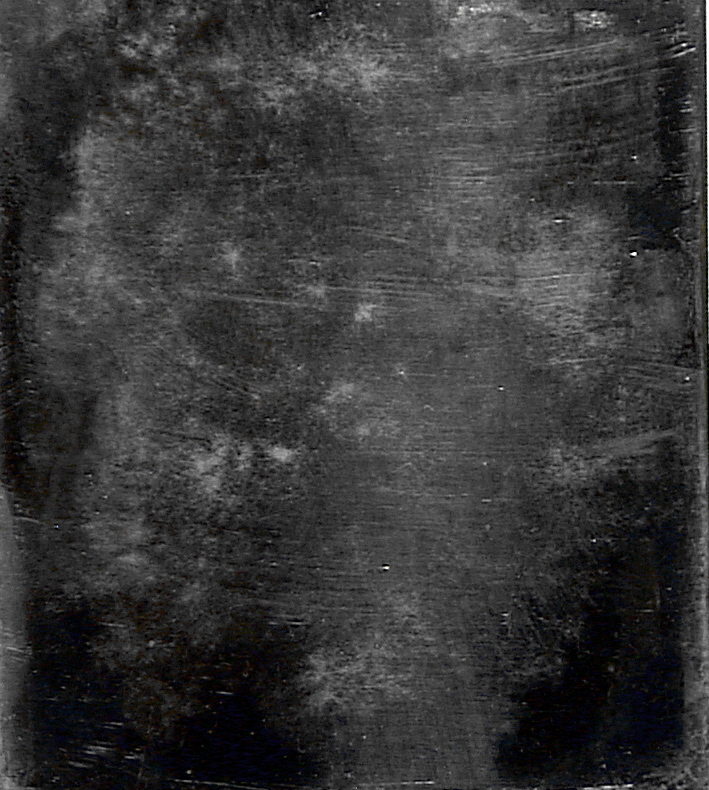
Tentativa de imagem fracassada de John Draper da caixa contendo seus primeiros esforços em fazer daguerreótipos na NYU no outono de 1839.
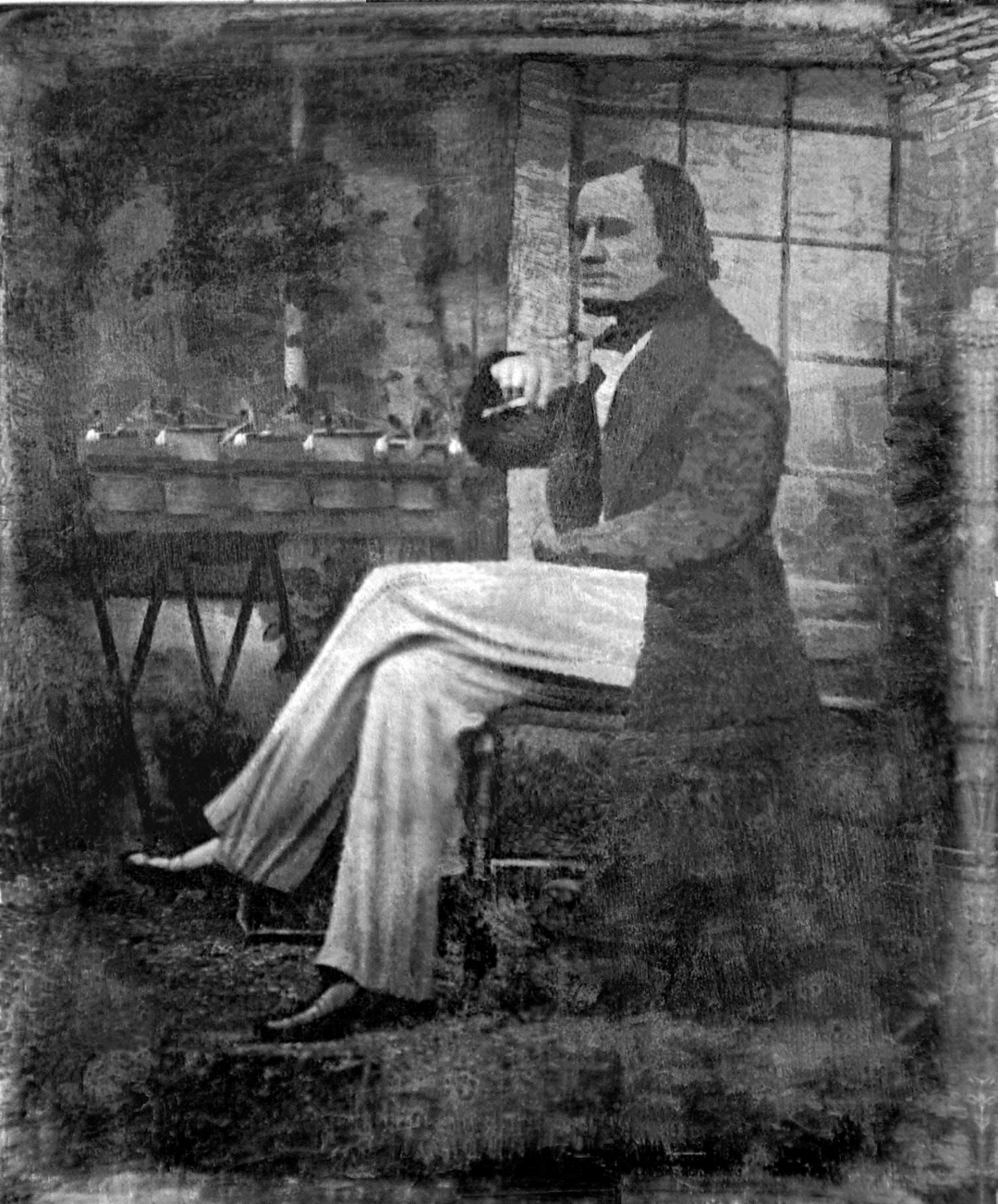
John William Draper, há muito creditado como a primeira pessoa a tirar uma imagem do rosto humano, sentado com seu experimento de plantas, caneta na mão, na NYU no outono de 1839.
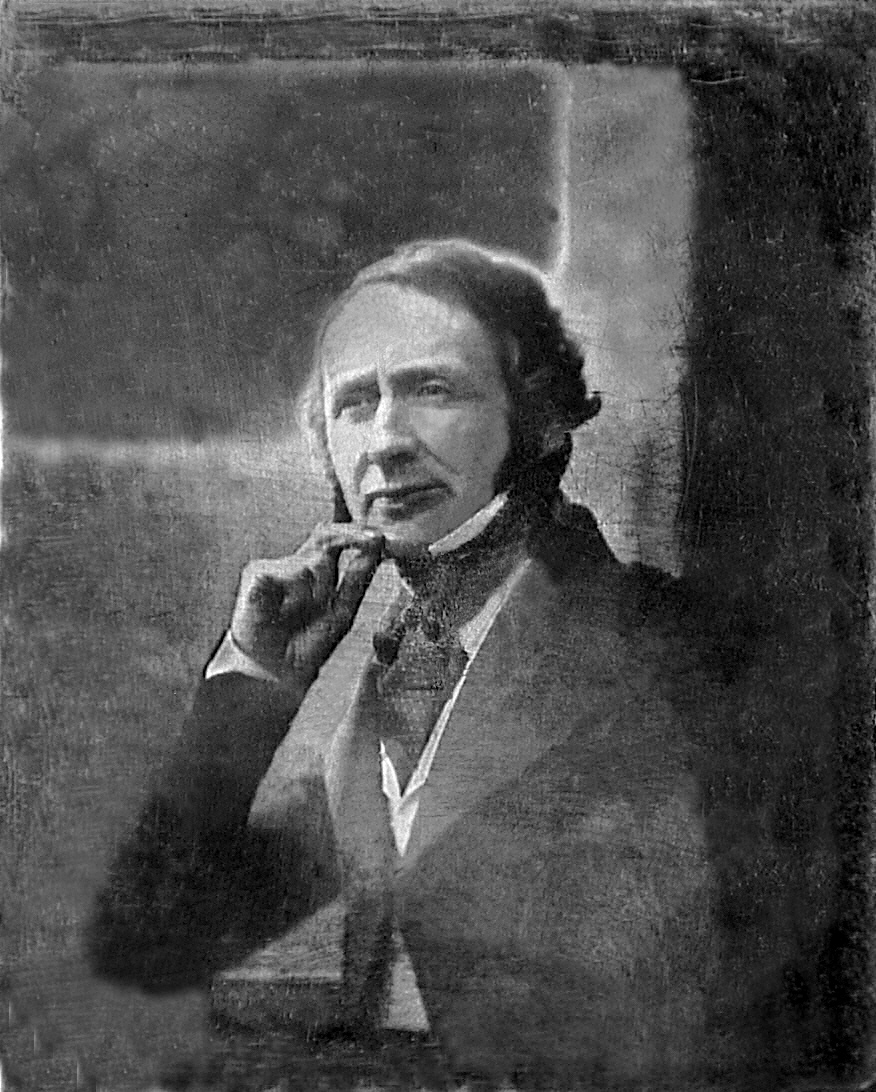
Samuel Morse, professor de arte na NYU em 1839.
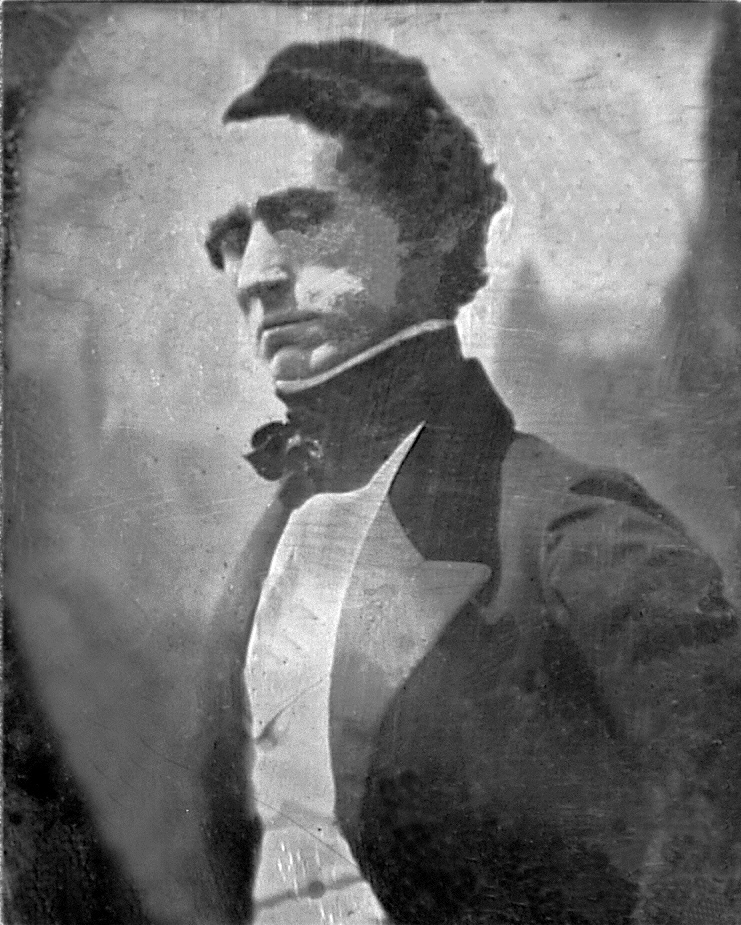
Theodore Frelinghuysen, presidente da NYU em 1839.
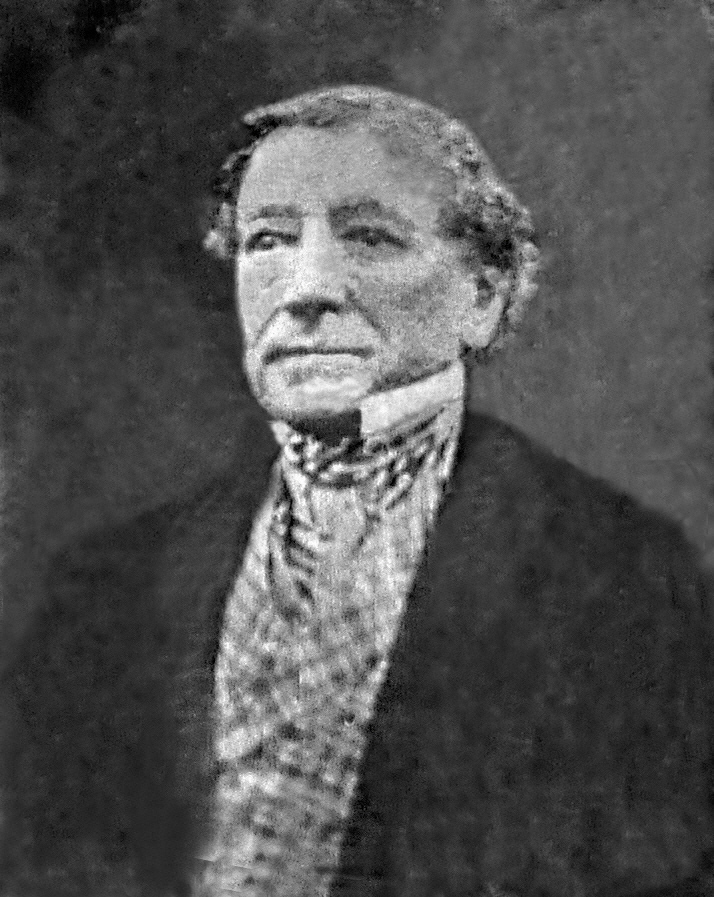
Martin Paine, um dos fundadores da escola de medicina da NYU, em 1839.
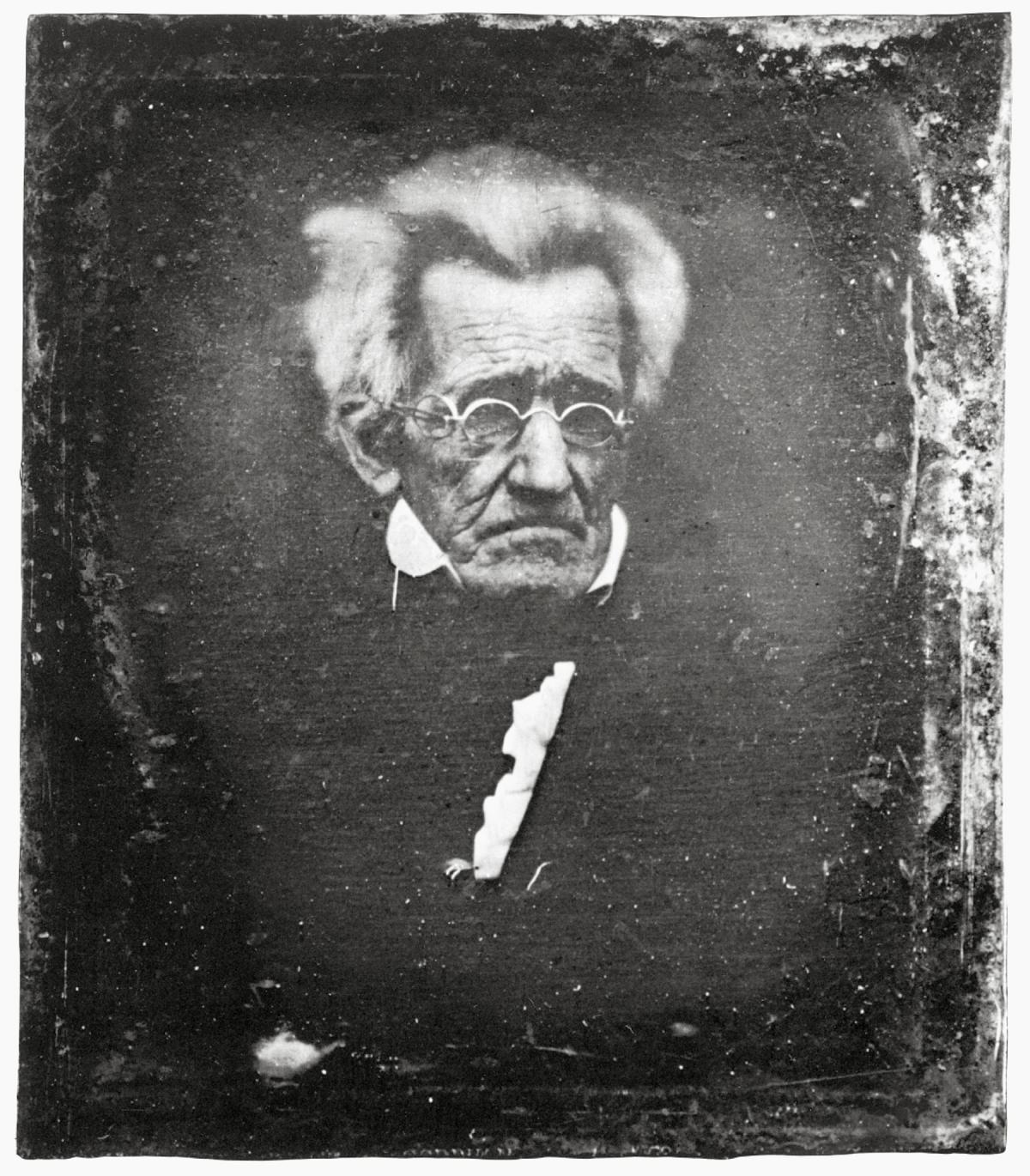
Andrew Jackson aos 78 anos.
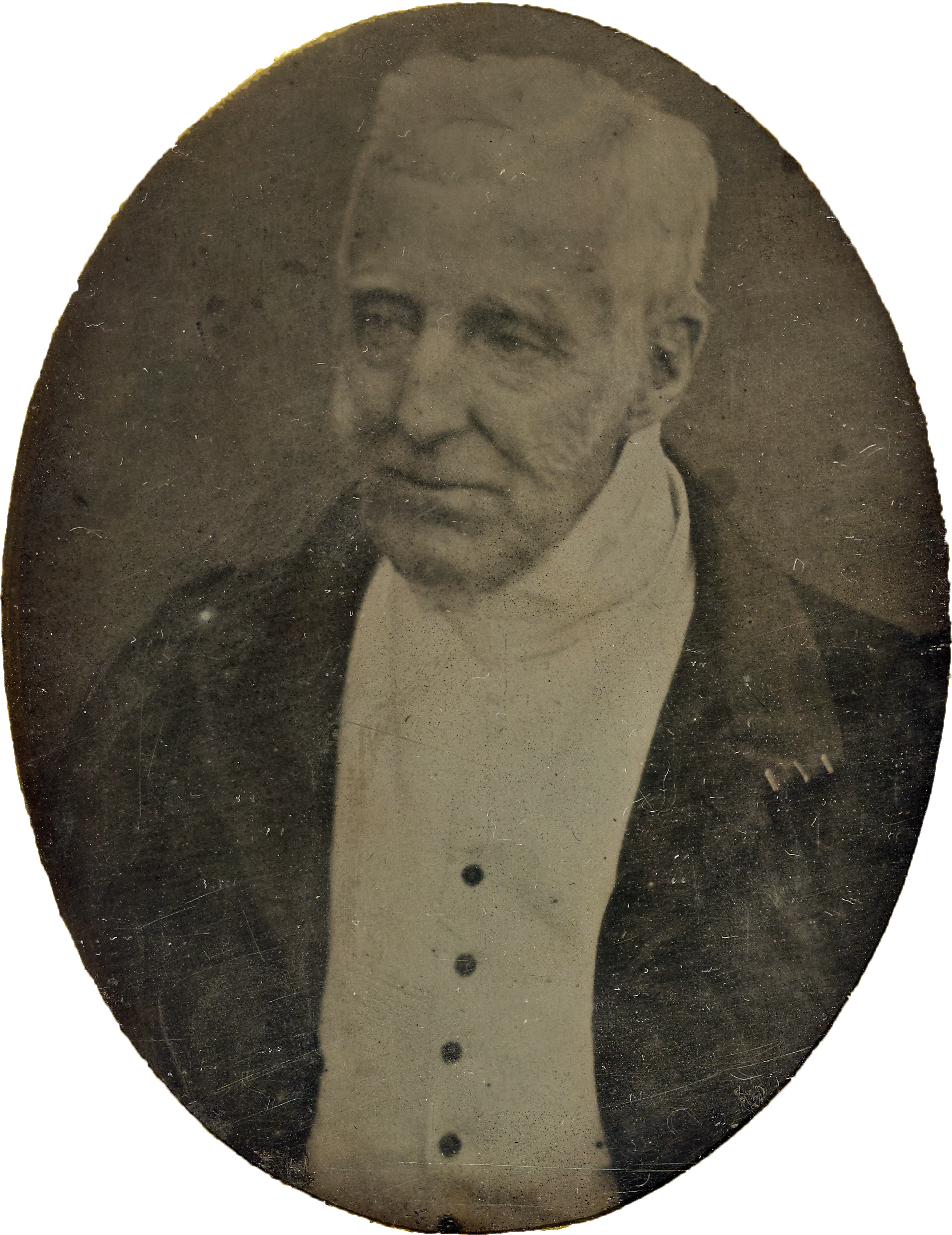
Arthur Wellesley, Duque de Wellington, de 74 ou 75 anos, feito por Antoine Claudet em 1844.
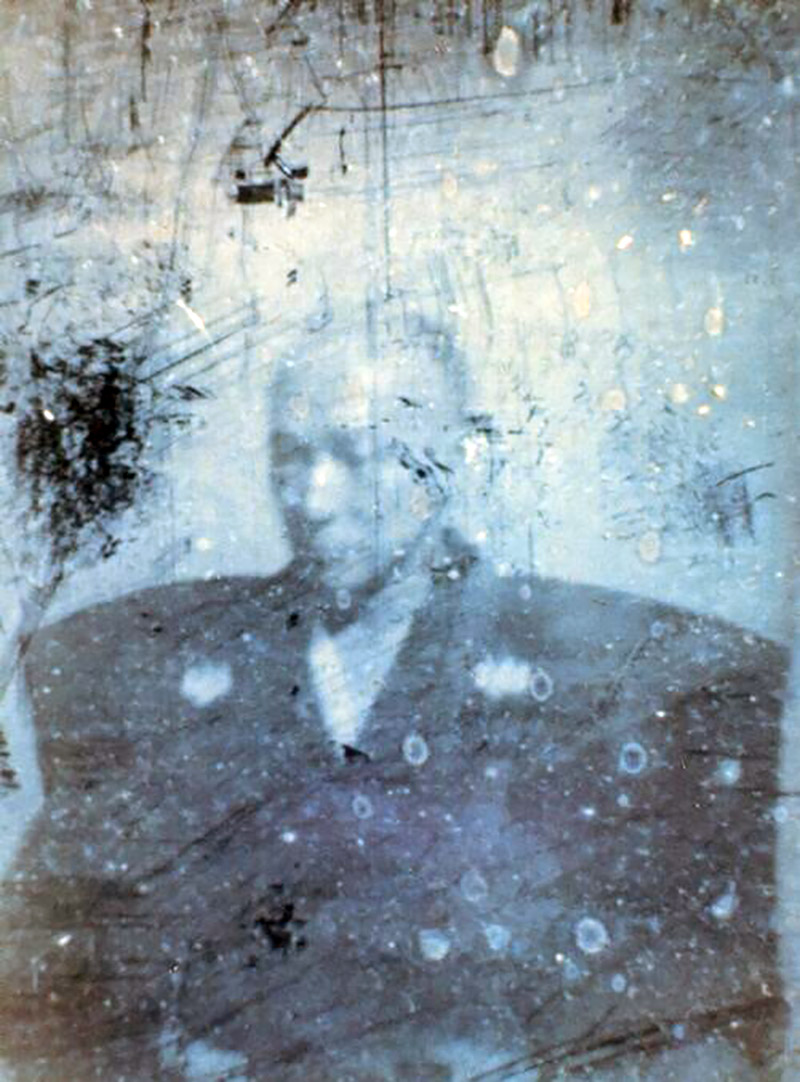
Shimazu Nariakira, feita por Ichiki Shirō em 1857, a mais antiga fotografia japonesa sobrevivente.
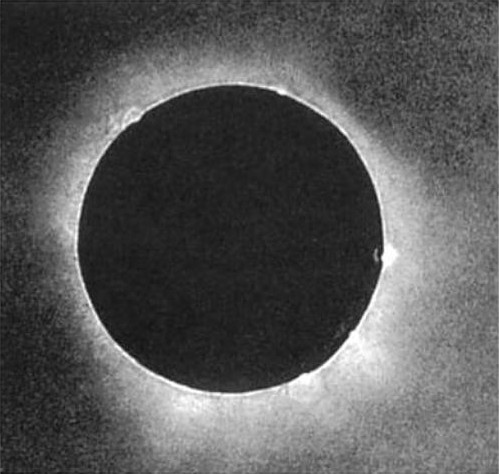
O eclipse solar de 28 de julho de 1851, a primeira fotografia exposta corretamente de um eclipse solar usando o processo de daguerreótipo
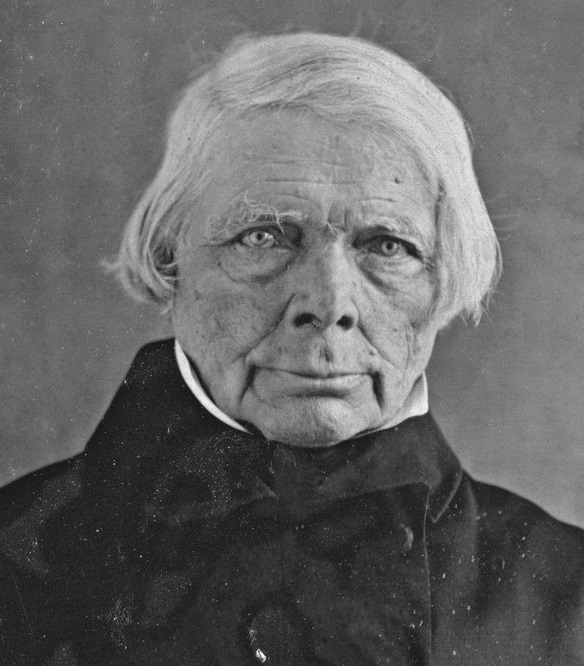
Filósofo Friedrich Wilhelm Joseph von Schelling, feito por Hermann Biow em fevereiro de 1848.
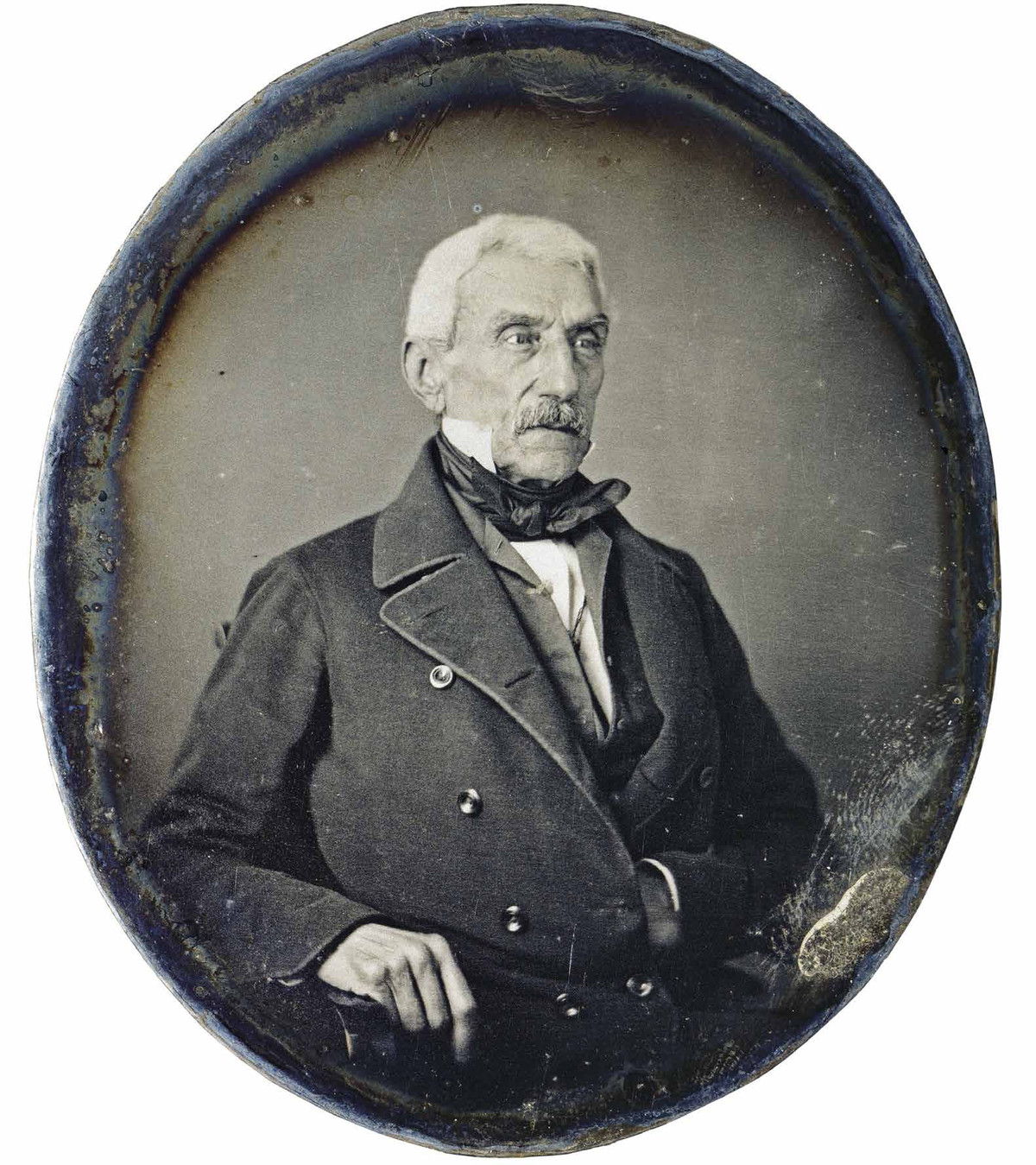
José de San Martín, feito em Paris em 1848.
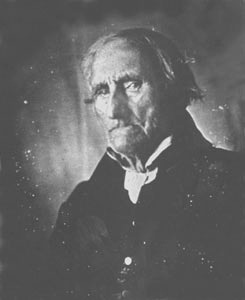
Conrad Heyer aos 103 anos em 1852, possivelmente o americano mais velho já fotografado (nascido em 1749)
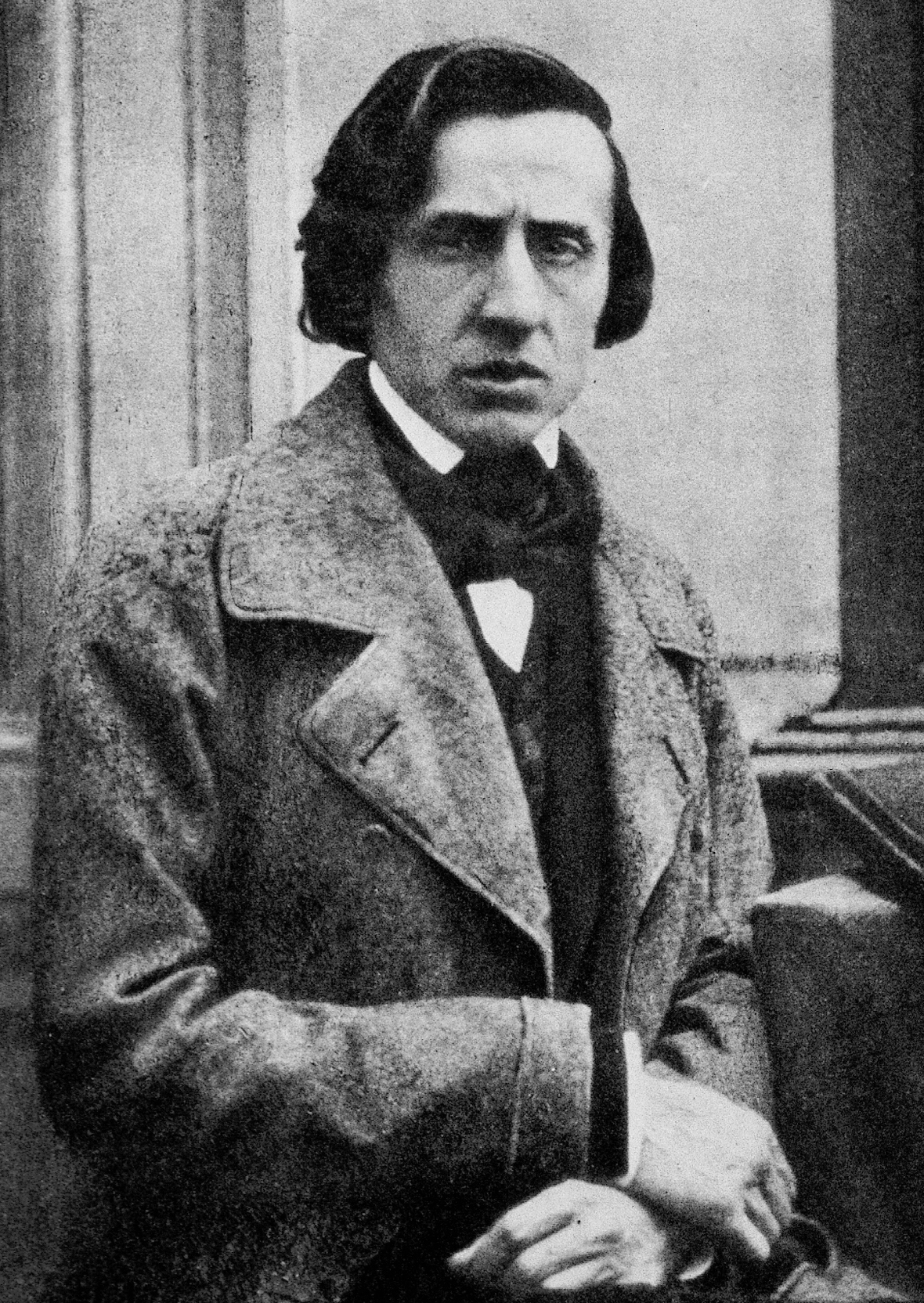
Frédéric Chopin, c. 1849